# Melica sarmentosa
Melica sarmentosa är en gräsart som beskrevs av Christian Gottfried Daniel Nees von Esenbeck. Melica sarmentosa ingår i släktet slokar, och familjen gräs. Inga underarter finns listade i Catalogue of Life.